# Malgaška velká
Malgaška velká (Platypelis grandis, též Cophyla grandis) je druh žáby z čeledi parosničkovitých, vyskytující se endemicky na Madagaskaru.

## Popis
Jedná se o velkou stromovou parosničku a největšího zástupce rodu Platypelis. Na rozdíl od většiny ostatních druhů žab jsou u tohoto druhu samice menší než samci. Ti dorůstají délky 45–88 mm, zatímco samice jsou obvykle jen 43–61 mm dlouhé. Kresba na těle je variabilní. Hřbet je tmavě hnědý, někdy se světlou kresbou ve tvaru X. Někdy se mezi očima nachází tmavý pás a v oblasti lopatek tmavá kresba ve tvaru písmene W. Břicho je světlé, občas s tmavými skvrnami. Nozdry jsou blíže ke špičce čenichu než k očím. Konce prstů jsou výrazně zvětšené a na předních nohou nejsou blány, což je přizpůsobení této žáby pro život na stromech.
Nedospělí jedinci jsou snadno rozeznatelní podle zrnité kůže a zelené barvy.

## Rozšíření a výskyt
Tento druh se vyskytuje převážně ve východní části Madagaskaru včetně ostrova Nosy Mangabe. Obývá subtropické nebo tropické vlhké nížinné i horské lesy v nadmořské výšce až 1 400 metrů. Obvykle se zdržují ve velkých stromových dutinách.

## Rozmnožování
Období páření probíhá v září a v říjnu. Samci lákají samice svým voláním, které tvoří v nepravidelných intervalech se ozývající hlasité výkřiky připomínající sekání do dřeva. Samice klade do stromové dutiny 90–100 vajec, o která se následně stará samec. Pulci se vyvíjí ve vodě v dutině střeženi samcem, dokud neprojdou proměnou, což trvá asi 5 týdnů. Během této doby nepřijímají žádnou potravu.

## Ohrožení a ochrana
Červený seznam IUCN hodnotí tento druh jako málo dotčený. Jeho stanoviště však mizí v důsledku rozšiřování zemědělství, těžby dřeva, výroby dřevěného uhlí, rozšiřování lidských sídel a šíření invazivních eukalyptů. Vyskytuje se v mnoha chráněných oblastech.